# Миланкович, Милутин
Милутин Мила́нкович (28 мая 1879, Даль (ныне Хорватия) — 12 декабря 1958, Белград) — австро-венгерский, сербский гражданский инженер, климатолог, геофизик, астрофизик и популяризатор науки.
Известен теорией ледниковых периодов, подразумевающей, что из-за периодических изменений параметров своей орбиты Земля проходит через повторяющиеся ледниковые периоды, в настоящее время известные как циклы Миланковича. Кроме того, дал оценку климатическим условиям на других планетах земной группы. Милутин Миланкович также модифицировал юлианский календарь, разработал новоюлианский календарь, принятый большинством поместных православных церквей (кроме Русской, Грузинской, Иерусалимской, Сербской).

## Биография
Родился в расположенном на Дунае селе Даль (серб. Даљ), находящемся сейчас на территории Осиецко-Бараньской жупании (Хорватия).
Милутин Миланкович получил образование в Вене в Высшей технической школе (нынешний Венский технический университет), где в 1904 году защитил докторскую диссертацию и стал работать инженером-строителем. В том же году поступил в Белградский университет, где прошла вся его научная жизнь (окончил естественно-математическое отделение философского факультета). Во время Первой мировой войны попал в плен в Будапеште, но благодаря ходатайству своего университетского учителя, австрийского математика профессора Чубера был освобождён и продолжил свои исследования. Многие годы Миланкович пытался восстановить историю климата Земли. С мая 1948 года по 26 июля 1951 года был директором Белградской обсерватории. Первым выдвинул гипотезу о циклической зависимости ледниковых периодов в течение последнего полумиллиона лет, доказанной впоследствии Чезаре Эмилиани.
Основные научные работы относятся к небесной механике, физике планетных атмосфер, метеорологии, климатологии. Разработал астрономическую теорию климата (АТК) Земли. Исследовал ряд сложных вопросов количественной теории тепловых явлений в планетных атмосферах, которые обусловлены влиянием солнечной радиации, и применил эту теорию к изучению колебании климата Земли в прошлые геологические эпохи; в частности, глобальные колебания климата в плейстоцене впервые успешно объяснил комбинацией изменений некоторых параметров орбиты Земли (эксцентриситета и долготы перигелия) и угла наклона оси вращения Земли к плоскости орбиты.
Одним из первых в 1914—1916 годах рассмотрел климатические условия на Марсе и сделал расчёт температуры на его поверхности и в атмосфере; определил, что верхний предел температуры на поверхности составляет −3 °C на экваторе и −52 °C на полюсах (эти значения близки к современным данным). В 1932—1934 годах исследовал движение полюсов Земли, обусловленное распределением континентов на земном шаре. Занимался вопросами реформы календаря, разработал так называемый новоюлианский календарь, по которому, в отличие от григорианского, со счёта времени исключаются не 3 суток за 400 лет, а 7 суток за 900 лет, в результате чего в этом календаре ошибка в 1 сутки накапливается за 43 500 лет. Автор учебников «Небесная механика» (1935) и «История астрономии» (1948).

## Публикации
- Милутин Миланковић. Реформа Јулијанског календара // Српска Краљевска Академија Наука и Уметности, књ. XLVII. Посебна издања, Науке природне и математичке, књ. 11. — 1923. — С. 1—52.
- Миланкович М. Математическая климатология и астрономическая теория колебаний климата — М., Л.: ГОНТИ; Ред. техн.-теорет. лит., 1939.

## Память

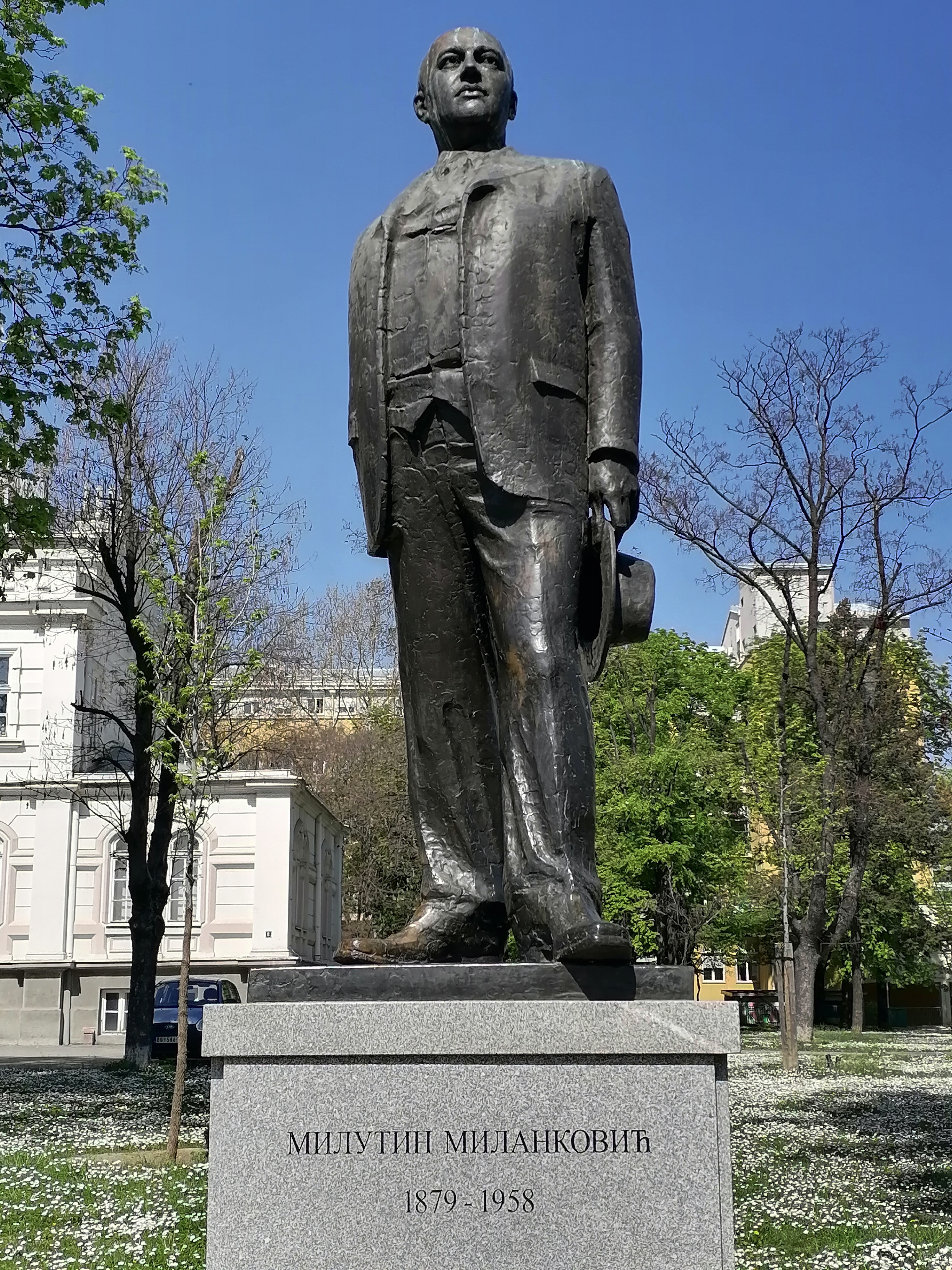
Памятник М. Миланковичу в Белграде

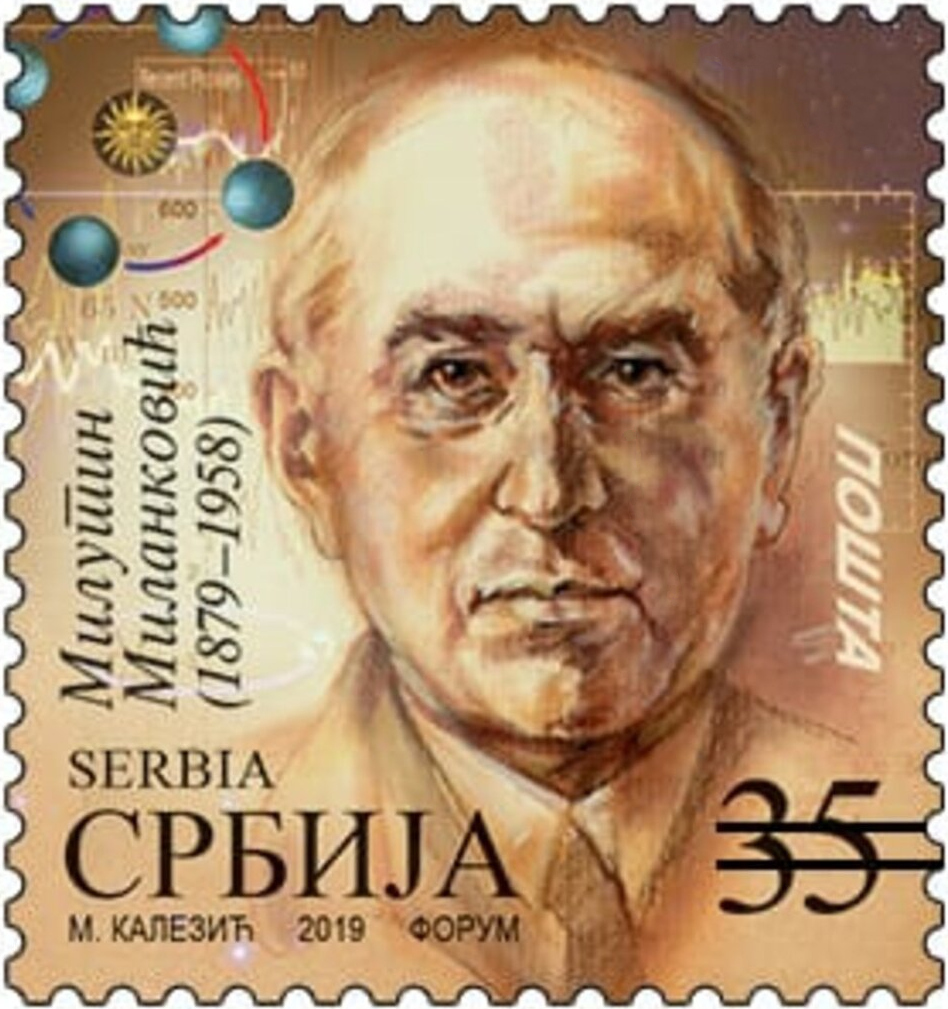
140 лет со дня рождения Милутина Миланковича, Почта Сербии, 2019

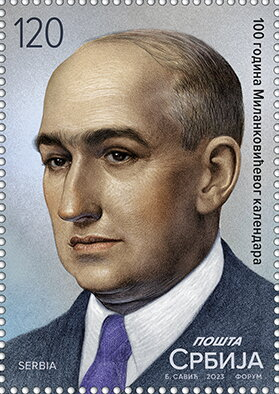
Милутин Миланович на почтовой марке Сербии, приуроченной к столетию создания новоюлианского календаря, 2023

- В 1970 году Международный астрономический союз присвоил имя Милутина Миланковича кратеру на обратной стороне Луны.
- В 2000 году NASA внесло имя Миланковича в первую десятку выдающихся учёных, занимавшихся науками о Земле[6].
- В 2019 году почта Сербии выпустила почтовую марку, посвящённую 140-летию со дня рождения Милутина Миланковича.
- Портрет Миланковича размещён на почтовой марке Сербии 2023 года, приуроченной к столетию создания новоюлианского календаря
- Портрет Миланковича размещён на банкноте достоинством 2000 сербских динаров.
- Мемориальная доска на доме 9 на улице Любомира Стоянович в Белграде, на территории городского района Палилула.
- Именем Миланковича названа Первая техническая школа[серб.] в городе Ниш.
- Именем Миланковича назван бульвар в Новом Белграде.